# Mark Kennedy (politiker)

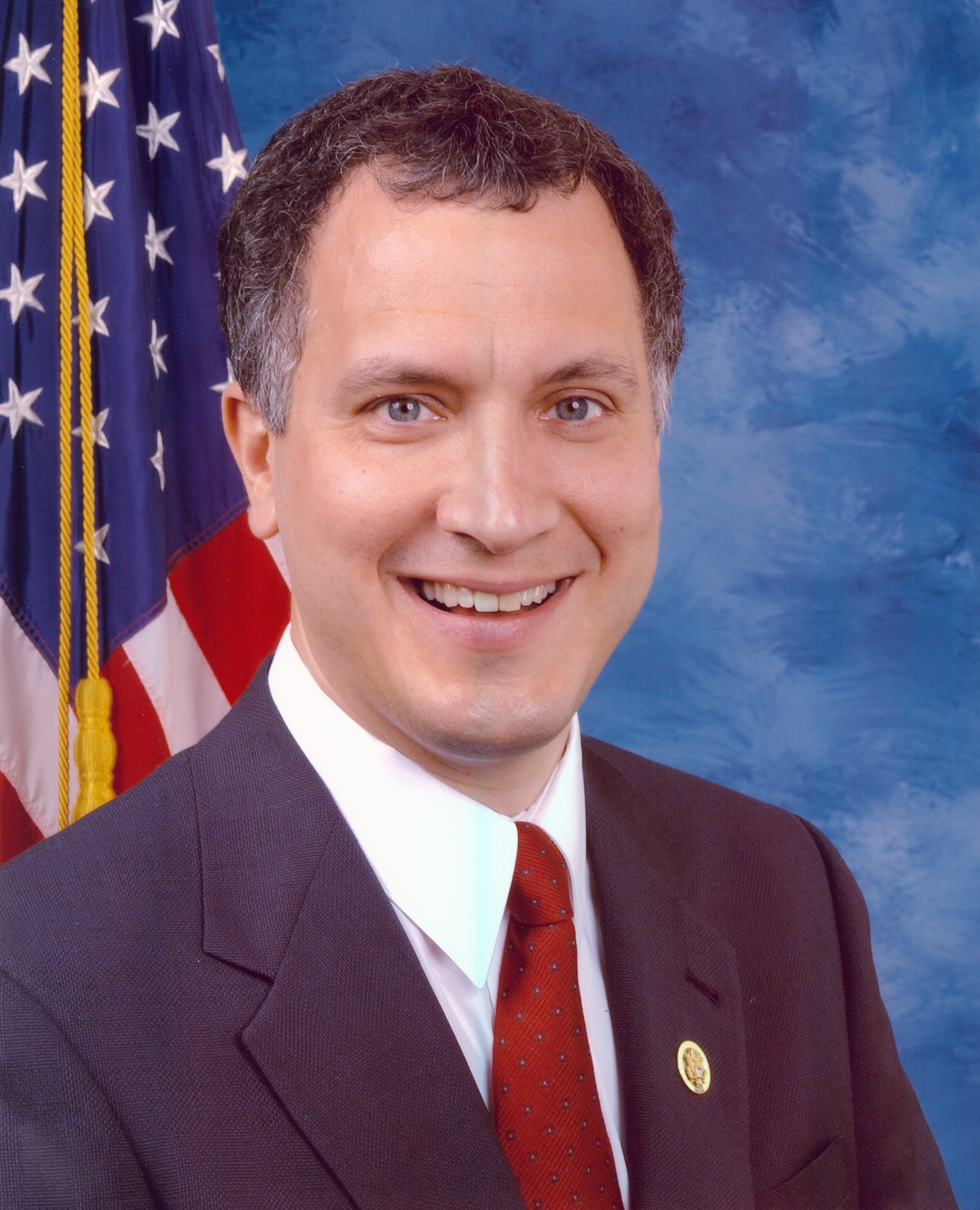
Mark Kennedy, 2001.

Mark Raymond Kennedy, född 11 april 1957 i Benson, Minnesota, är en amerikansk politiker tillhörande det republikanska partiet och satt i USA:s representanthus och representerade delstaten Minnesota mellan 2001 och 2007.
I mars 2016 meddelade North Dakota State Board of Higher Education att man hade utsett Kennedy till att bli president (rektor) för universitetet University of North Dakota och han tillträdde den 1 juli samma år.
Han avlade en bachelor of science vid St. John's University och en master of business administration vid University of Michigan.